# Marian Chruściel
Marian Chruściel (ur. 6 marca 1944 w Grazu, zm. 20 sierpnia 2017) – polski lekkoatleta, specjalizujący się w bieg na 110 metrów przez płotki. Medalista mistrzostw Polski, reprezentant Polski.

## Życiorys
Był zawodnikiem Hutnika Nowa Huta, Wisły Kraków, Legii Warszawa i Górnika Wałbrzych. 
Na mistrzostwach Polski seniorów na otwartym stadionie zdobył trzy medale: srebrny w biegu na 110 metrów przez płotki w 1967, srebrny w biegu na 200 metrów przez płotki w 1967 i brązowy w biegu na 110 metrów przez płotki w 1967.
W latach 1966–1967 wystąpił w trzech meczach międzypaństwowych (bez zwycięstw indywidualnych). 
Rekordy życiowe:
- 110 m ppł: 14,2 (10.06.1966)[5]
- 200 m ppł: 23,9 (05.06.1966)[1][6]

Pochowany na Cmentarzu Podgórskim w Krakowie (kwatera XXXVII-zach. II-4).

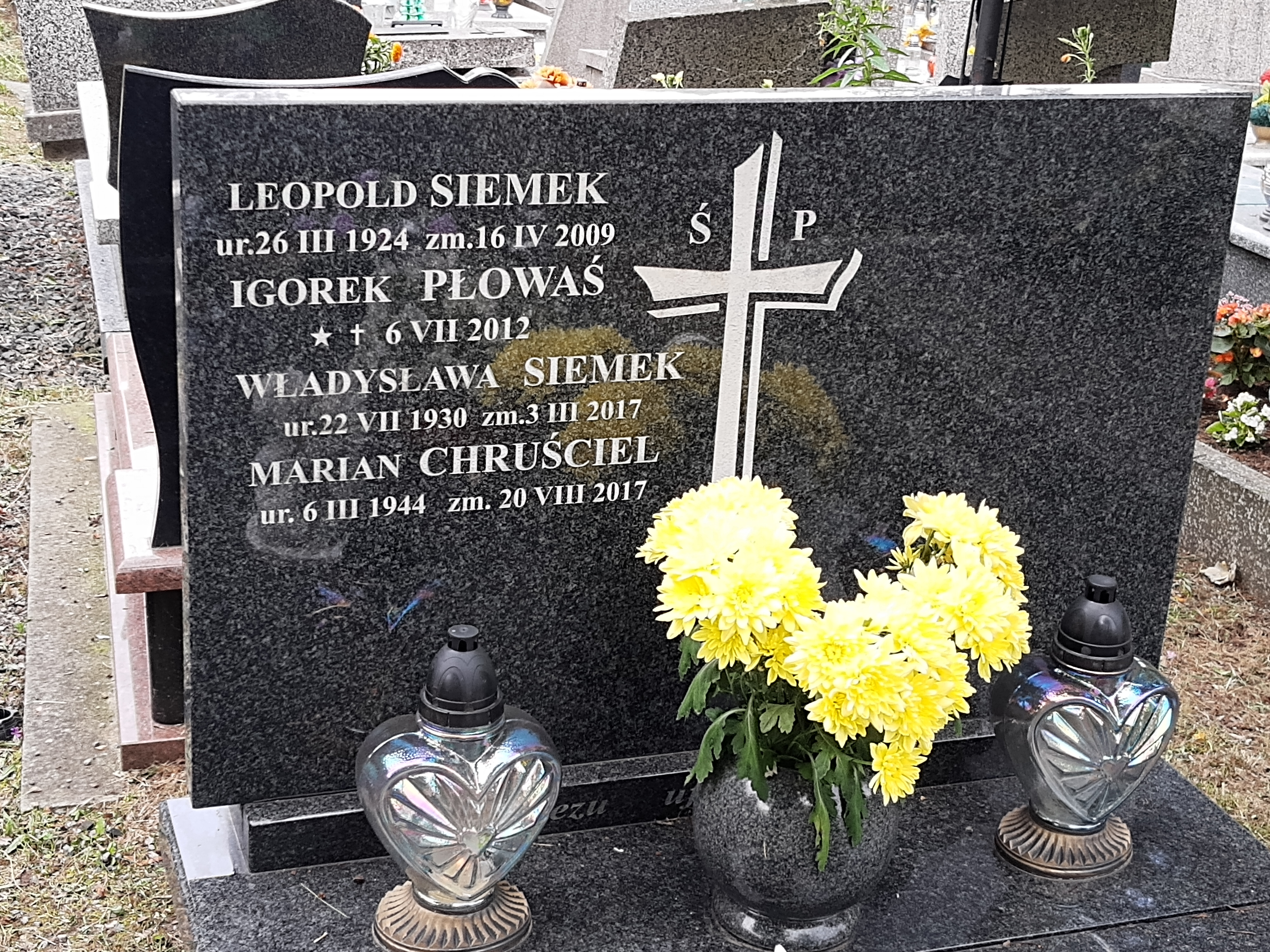
Grób Mariana Chruściela na Cmentarzu Podgórskim